# Walrus Beach
Der Walrus Beach ist ein Sandstrand auf der Insel Heard im südlichen Indischen Ozean. Er liegt am Nordostufer der Atlas Cove.
Benannt ist er nach einer Supermarine Walrus, die hier 1947 im Sturm havarierte. 